# 도야마현 제3구
도야마현 제3구(일본어: 富山県第3区)은 일본의 중의원 선거구이다. 1994년 공직선거법이 개정되면서 신설되었다.

## 지역
- 다카오카시
- 이미즈시
- 히미시
- 도나미시
- 오야베시
- 난토시